# Jan van Casteren
Johannes Waltherus Cornelius (Jan) van Casteren (Schaijk, 13 september 1929 – Waalwijk, 15 december 2008) was een Nederlands politicus van de KVP en later het CDA.
Van Casteren studeerde Sociale Wetenschappen aan de Katholieke Economische Hogeschool te Tilburg en was vanaf 1957 directeur van het diocesaan sociaal charitatief centrum van het Bisdom Breda. Daarnaast was hij ook actief in de lokale politiek; zo was hij gemeenteraadslid in Breda. In juni 1966 werd hij benoemd tot burgemeester van Oudenbosch. In augustus 1975 volgde zijn benoeming tot burgemeester van Waalwijk wat van Casteren zou blijven tot 1 oktober 1990, toen hij vervroegd met pensioen ging.
Hij overleed eind 2008 op 79-jarige leeftijd.